# Raslay
Raslay é uma comuna francesa na região administrativa da Nova Aquitânia, no departamento de Vienne. Estende-se por uma área de 3,98 km². Em 2010 a comuna tinha 142 habitantes (densidade: 35,7 hab./km²).